# Gōki Maeda
Gōki Maeda (Kanagawa, 3 aprile 1991) è un attore, cantante e modello giapponese.
Ha iniziato la sua carriera come attore bambino nei primissimi anni 2000, per poi distinguersi subito nei molti ruoli assunti in vari dorama e film per il cinema. Conosciuto soprattutto per le sue partecipazioni a Gokusen 3 e alle due pellicole cinematografiche dedicate alla versione live action dell'anime Higurashi no Naku Koro ni.
Appartiene all'agenzia Horipro.

## Filmografia parziale

### Cinema
- Kamen Teacher The Movie | Gekijoban Kamen Ticha (2014) - Kotaro
- Slackers 2 | Slackers: Kizudarake non yujo (2009) - Ozaki Gen
- Gokusen: The Movie (2009)
- Higurashi no naku koro ni: Chikai (2009)
- Komori Seikatsu Kojo Club (2008)
- Ai Ryutsu Center (2008)
- Higurashi no naku koro ni - Keiichi Maebara (2008)
- Love Center (2008)
- Sakimori-tachi no Shi (2000)

### Televisione
- Mars (NTV, 2016)
- Death Note (NTV, 2015)
- Algernon ni hanataba o (TBS, 2015)
- Shark (NTV, 2014, ep4)
- Kindaichi shōnen no jikenbo 2014 (NTV, 2014)
- Kamen Teacher (NTV, 2013)
- Summer Rescue (TBS, 2012)
- Shiritsu Bakaleya Kōkō - Shinji (NTV, 2012, ep7)
- Hanazakari no kimitachi e (Fuji TV, 2011)
- Dandy Daddy? (TV Asahi, 2009)
- Gokusen SP - Hamaguchi Goki (NTV, 2009)
- Konkatsu! as Yosuke (Fuji TV, 2009, ep4)
- Gakko ja oshierarenai! - Narita Shizuya (NTV, 2008)
- Gokusen - Hamaguchi Goki (NTV, 2008)
- Juken no Kamisama (NTV, 2007, ep9-10)
- Yonimo Kimyona Monogatari Kirisa Atai Kyoiku (Fuji TV, 2007)
- Sawayaka 3 Gumi (さわやか3組) (NHK, 2001)
- Kofuku no Ashita (幸福の明日) (TV Tokyo, 2000)
- Food Fight (NTV, 2000, ep6,9)
- Edomoiselle (2021)